# Aero Ica
Aero Ica, es una aerolínea del Perú. Tiene como base el Aeropuerto Las Dunas de la ciudad de Ica y el Aeropuerto María Reiche Neuman de la ciudad de Nazca. Esta empresa es la principal operadora que vuela sobre las Líneas de Nazca después de Aero Cóndor.

## Destinos
Aero Ica brinda vuelos chárter a las siguientes ciudades.
- Perú:
  - Lima (Aeropuerto Internacional Jorge Chávez)
  - Pisco (Aeropuerto Internacional de Pisco)
  - Ica (Aeropuerto Las Dunas)
  - Ica (Aeródromo Las Palmeras)
  - Nazca (Aeropuerto María Reiche Neuman)

## Flota
- Cessna 206
- Cessna U206C Super Skywagon
- Beechcraft King Air 350
- Mooney Bravo

## Accidentes e incidentes
Al igual que muchas empresas aéreas que sobrevuelan las Líneas de Nazca, Aero Ica ha protagonizado diversos aterrizajes de emergencia en la Panamericana Sur.
Tuvo un accidente el 5 de marzo de 2008 cuando una de sus avionetas se estrelló en la localidad peruana de Vista Alegre (Nazca) en Nazca, Perú. La avioneta estaba realizando la aproximación final al Aeródromo de Nazca cuando su único motor falló y chocó con el muro de una vivienda colindante al aeropuerto. Cinco turistas franceses fallecieron, mientras que el piloto se salvó de morir.
Luego de este accidente cambia de nombre a Nazca Airlines y en 2010 tiene un accidente con 7 víctimas fatales (3 chilenos y 4 peruanos). Por estos hechos, su gerente general Franklin Horler Altamirano está siendo investigado penalmente por la justicia peruana. En dicha investigación se le atribuye la comisión del delito de homicidio doloso en su modalidad eventual.